# Cassia County
Cassia County is een county in de Amerikaanse staat Idaho.
De county heeft een landoppervlakte van 6.647 km² en telt 21.416 inwoners (volkstelling 2000). De hoofdplaats is Burley.

## Bevolkingsontwikkeling

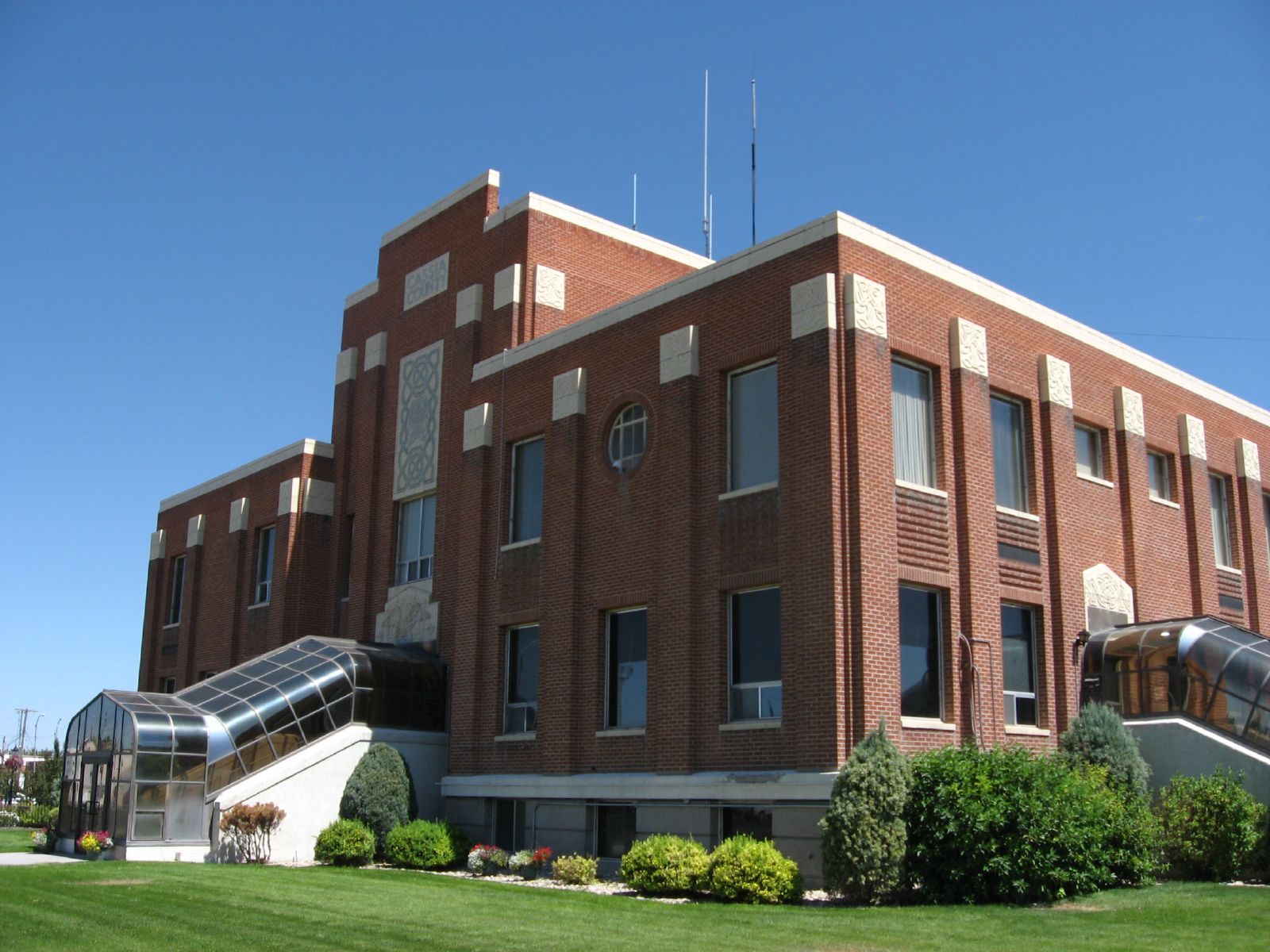
Cassia County Courthouse